# Flughafen Füzuli

i8
i11
i13
Der Flughafen Füzuli (aserbaidschanisch Füzuli beynəlxalq hava limanı, IATA-Code: FZL, ICAO-Code: UBBF) ist ein internationaler Verkehrsflughafen in Aserbaidschan 5 Kilometer östlich der Stadt Füzuli gelegen. Der Namensgeber des Flughafens Füzuli gilt als einer der wichtigsten Dichter in Aserbaidschan und der Türkei. Der Flughafen wurde am 5. September 2021 eröffnet.

## Geschichte
Der Flugplatz Füzuli existierte bereits unter sowjetischer Herrschaft. Während des Ersten Karabach-Kriegs zwischen den damals jungen Republiken Aserbaidschan und Armenien wurde der Flugplatz Füzuli am 23. August 1993 von den armenischen Streitkräften besetzt. In den folgenden Monaten flüchteten sämtliche Einwohner der Region und die Stadt Füzuli wurde zu einer Geisterstadt. Der Flugplatz wurde daher nicht mehr gebraucht.
Im Jahr 2020, während des Zweiten Karabach-Kriegs, haben die Streitkräfte Aserbaidschans am 17. Oktober die Stadt Füzuli wieder unter ihre Kontrolle bringen können, wodurch der Flughafen de facto und de jure zu Aserbaidschan gehörte. Es folgte eine intensive Projekt-Phase, in der mit Hochdruck innerhalb von vier Monaten Pläne für einen neuen Flughafen erarbeitet wurden. Am 14. Januar 2021 erfolgte die Grundsteinlegung durch den Präsidenten İlham Əliyev.
Am 5. September 2021 fand der erste Flug nach dem Neubau des Flughafens nach Füzuli statt. Die Airbus A340-500 „Qarabağ“, das Flagship der AZAL, startete in der Hauptstadt Baku und landete nach 35 Minuten in Füzuli. Weiter flog eine Boeing 747-8 der Silk Way West Airlines nach Füzuli.

## Bau
Der neue Flughafen hat einen Terminal. Daneben wurde ein Kontrollturm gebaut. Die bestehende, aber nicht mehr nutzbare Piste wurde durch eine neue Piste ersetzt, welche 3000 Meter lang und 45 Meter breit ist. Daneben wurden unter anderem Taxiways, Bürogebäude und ein Parkplatz errichtet.
Der Flughafen wird von der Staatlichen Zivilluftfahrtsverwaltung Aserbaidschans (Dövlət Mülki Aviasiya Agentliyi) betrieben.

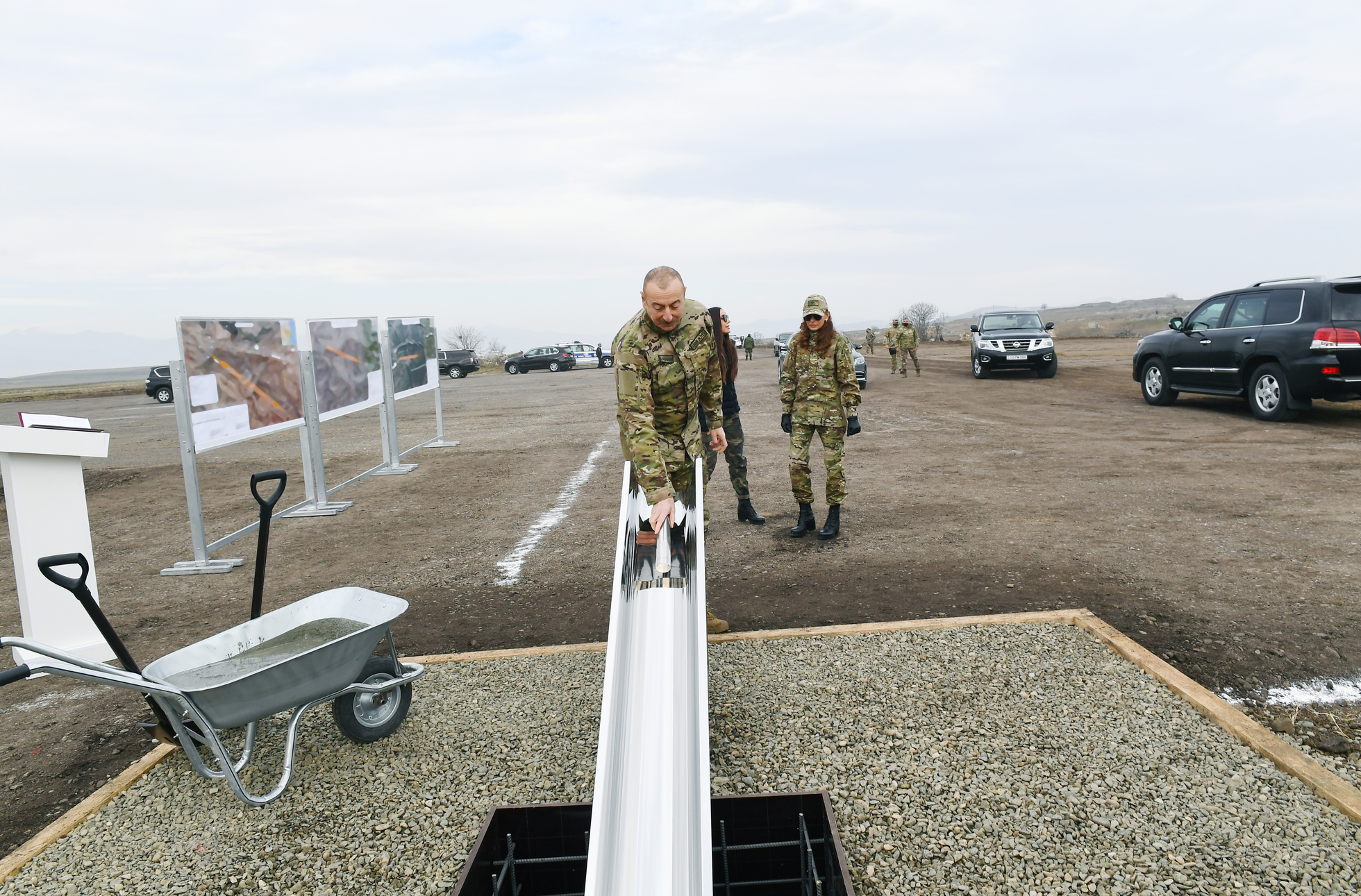
Der Präsident Aserbaidschans, İlham Əliyev, bei der Grundsteinlegung am 14. Januar 2021
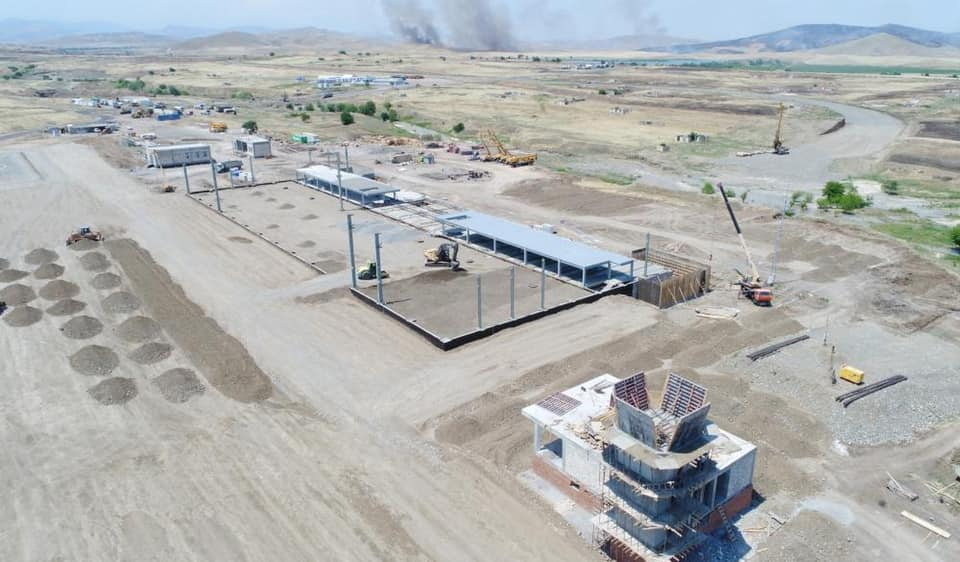
Die Baustelle im Mai 2021
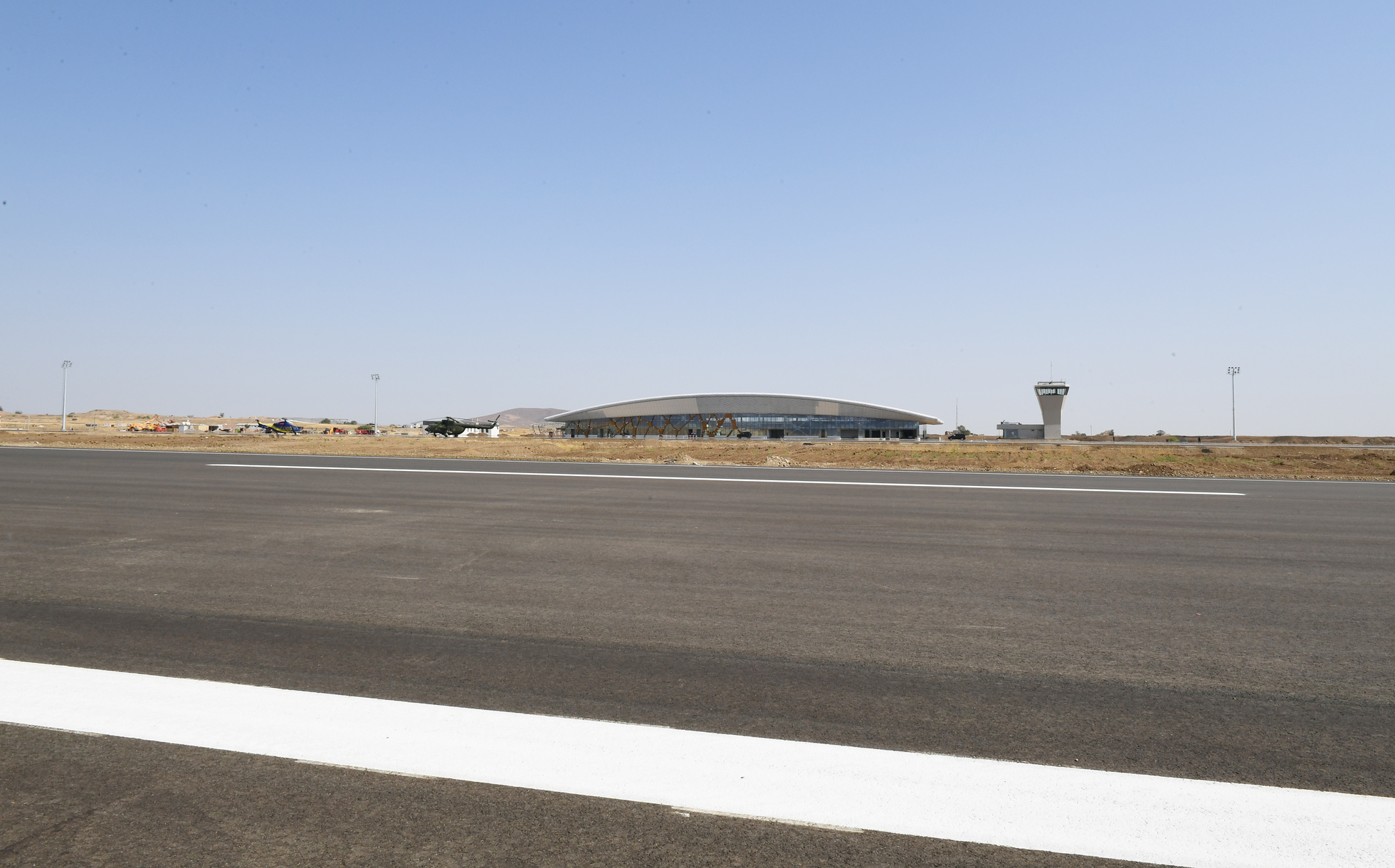
Das Terminal von der Start- und Landebahn aus fotografiert
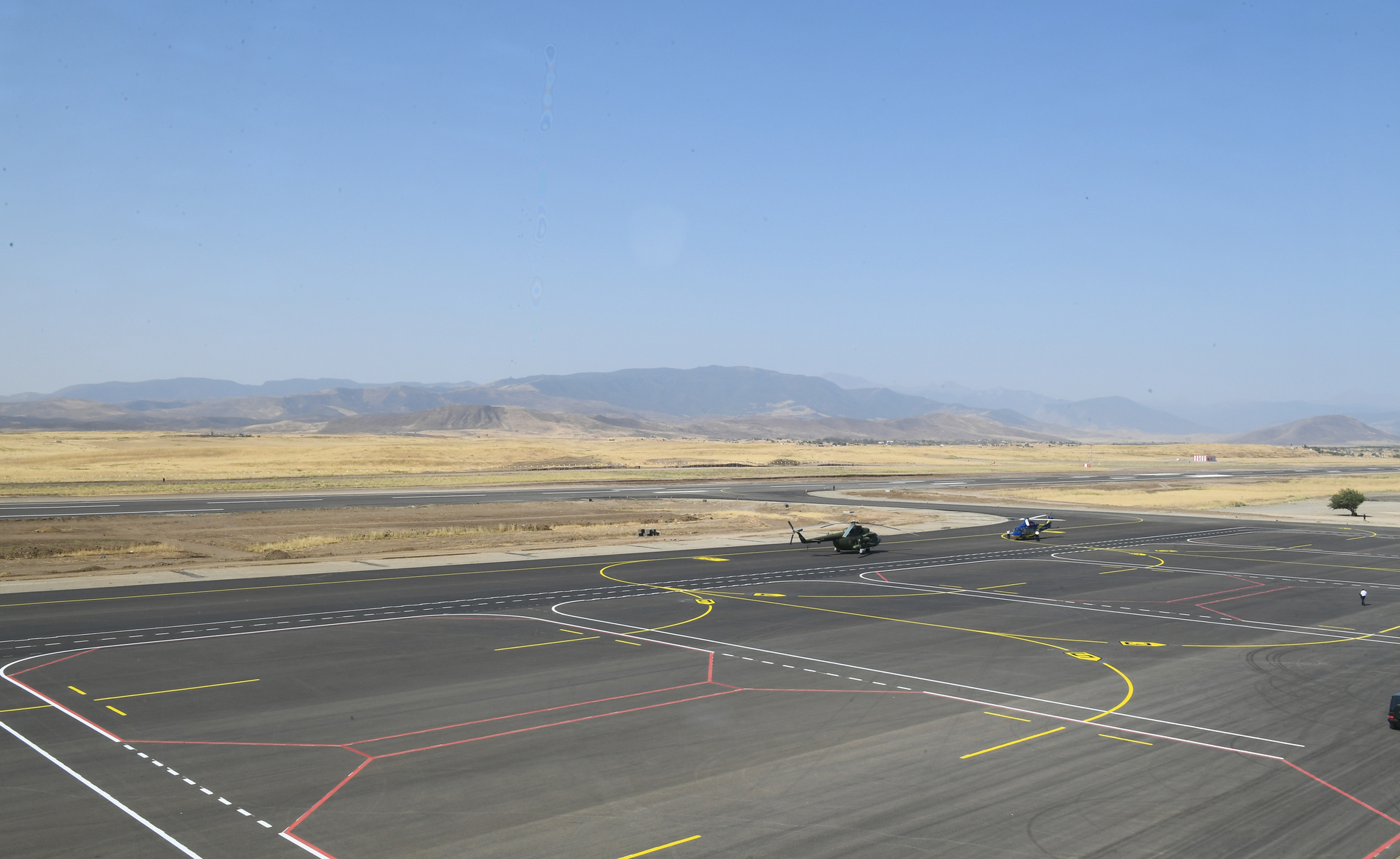
Das neue Vorfeld des Flughafens